# Kårböle, Helsingfors
Kårböle (finska: Kaarela) är ett distrikt och en stadsdel i Helsingfors. Delområden är Gamlas, Magnuskärr, Malmgård, Håkansåker och Kungseken. 
Stadsdelen Kårböle uppstod efter andra världskriget, efter det att området inkorporerats med Helsingfors 1946. Dessförinnan var området landsbygd. En tiondedel av byggnadsbeståndet är från 1940- och 1950-talen, medan byggnadstakten ökade under närmast följande decennium. 60 procent av byggnadsbeståndet är från 1970- och 1980-talen. I och med att man byggde Mårtensdalsbanan år 1975, och öppnade nya stationer, tillkom nya stadsdelar som Malmgård och Gamlas. Förutom Mårtensdalsbanan går Tavastehusleden genom Kårböle.